# Popowo (powiat augustowski)
Popowo – wieś w Polsce położona w województwie podlaskim, w powiecie augustowskim, w gminie Bargłów Kościelny.
W okresie międzywojennym stacjonowała tu placówka Straży Celnej „Popowo”.
W latach 1975–1998 miejscowość należała administracyjnie do województwa suwalskiego.